# (821) Fanny
Pour les articles homonymes, voir Fanny.
(821) Fanny est un astéroïde de la ceinture principale découvert le 31 mars 1916 par l'astronome allemand Max Wolf.
Sa désignation provisoire était 1916 ZC.